# Asyndetus
Asyndetus är ett släkte av tvåvingar. Asyndetus ingår i familjen styltflugor.

## Dottertaxa tillAsyndetus, i alfabetisk ordning[1]
- Asyndetus aciliatus
- Asyndetus acuticornis
- Asyndetus albifacies
- Asyndetus albifrons
- Asyndetus albipalpus
- Asyndetus amaphinius
- Asyndetus ammophilus
- Asyndetus appendiculatus
- Asyndetus archboldi
- Asyndetus aurocupreus
- Asyndetus barbiventris
- Asyndetus beijingensis
- Asyndetus bredini
- Asyndetus brevimanus
- Asyndetus bursericola
- Asyndetus calcaratus
- Asyndetus carcinophilus
- Asyndetus caudatus
- Asyndetus cavagnaroi
- Asyndetus ciliatus
- Asyndetus connexus
- Asyndetus cornutus
- Asyndetus crassipodus
- Asyndetus crassitarsis
- Asyndetus currani
- Asyndetus decaryi
- Asyndetus deficiens
- Asyndetus diaphoriformis
- Asyndetus disjunctus
- Asyndetus dominicensis
- Asyndetus dubius
- Asyndetus eurytarsus
- Asyndetus exactus
- Asyndetus exiguus
- Asyndetus exunguis
- Asyndetus flavipalpus
- Asyndetus flavitibialis
- Asyndetus fratellus
- Asyndetus geminus
- Asyndetus guangxiensis
- Asyndetus harbeckii
- Asyndetus hardyi
- Asyndetus indifferens
- Asyndetus inermis
- Asyndetus infernus
- Asyndetus intermedius
- Asyndetus interruptus
- Asyndetus izius
- Asyndetus johnsoni
- Asyndetus latifrons
- Asyndetus latus
- Asyndetus lii
- Asyndetus lineatus
- Asyndetus longicornis
- Asyndetus longipalpis
- Asyndetus maelfaiti
- Asyndetus melanopselaphus
- Asyndetus minutus
- Asyndetus mixtus
- Asyndetus mutatus
- Asyndetus mystacinus
- Asyndetus negrobovi
- Asyndetus nevadensis
- Asyndetus nigripes
- Asyndetus obscurus
- Asyndetus occidentalis
- Asyndetus oregonensis
- Asyndetus parvicornis
- Asyndetus perpulvillatus
- Asyndetus pogonops
- Asyndetus ridiculus
- Asyndetus scopifer
- Asyndetus secundus
- Asyndetus semarangensis
- Asyndetus separatus
- Asyndetus severini
- Asyndetus singularis
- Asyndetus spinitarsis
- Asyndetus spinosus
- Asyndetus syntormoides
- Asyndetus terminalis
- Asyndetus texanus
- Asyndetus thaicus
- Asyndetus tibialis
- Asyndetus transversalis
- Asyndetus tristis
- Asyndetus varus
- Asyndetus ventralis
- Asyndetus versicolor
- Asyndetus vicinus
- Asyndetus wigginsi
- Asyndetus virgatus
- Asyndetus wirthi
- Asyndetus vividus
- Asyndetus wusuensis
- Asyndetus xinjiangensis